# 알타이긴꼬리쥐
알타이긴꼬리쥐(Sicista napaea)는 뛰는쥐과에 속하는 설치류의 일종이다. 러시아와 카자흐스탄의 토착종이다.